# Матаура
Матаура (англ. Mataura) — река в южном регионе Южного острова Новой Зеландии. Протяжённость реки составляет 240 километров, она вторая по длине на острове. По этой реке проходит граница между Саутлендом и Отаго.
Река берёт своё начало в горах южнее озера Уакатипу, оттуда она протекает через город Гор в южном направлении. После этого река течёт через город Матаура и по равнине Ваимеа (англ. Waimea) через холмы Хоконуи впадает в пролив Фово через залив Тоэтоэс на южном побережье острова.
Матаура знаменита своей ручьевой форелью и, особенно, кумжой, и поэтому является излюбленным местом рыбаков. Пойму реки регулярно наполняет лёсс, выветренный из сланцев Альпийского разлома.